# Staats-Brabant
Staats-Brabant was een van de generaliteitslanden en omvatte ongeveer de huidige provincie Noord-Brabant. 
Bij de Vrede van Münster stond Filips IV van Spanje Staats-Brabant af aan de Republiek der Zeven Verenigde Nederlanden.
Staats-Brabant ging in 1795 over in Bataafs-Brabant, dat in 1796 als gelijkwaardig gewest met autonome status toetrad tot de Bataafse Republiek.
Het bestond uit:
- de meierij van 's-Hertogenbosch (na 1629), met inbegrip van het in België gelegen Lommel
- het markiezaat Bergen op Zoom
- de baronie van Breda
- de heerlijkheid Land van Cuijk en de stad Grave
- de heerlijkheid Steenbergen
- de heerlijkheid Willemstad
- het Prinsenland
- stad en land Maastricht (tweeherig met het Prinsbisdom Luik), met daarbij inbegrepen de redemptiedorpen en graafschap Vroenhoven

Wel tot het huidige Noord-Brabant, maar niet tot Staats-Brabant behoorden een aantal aparte enclaves en heerlijkheden in het oosten, zoals:
- het graafschap Megen
- de heerlijkheid Bokhoven
- de heerlijkheid Boxmeer
- de heerlijkheid Ravenstein
- de commanderij van Gemert (Duitse Orde)

De plaats Luyksgestel hoorde bij het prinsbisdom Luik, Lommel daarentegen behoorde tot de Republiek.
De streek rond Geertruidenberg, de Langstraat en het Land van Heusden en Altena behoorden tot Holland.